# Lluís Cortés
Pour les articles homonymes, voir Cortés.
Lluís Cortés (né le 10 août 1986 à Lérida) est un joueur et entraîneur de football espagnol.

## Carrière

### Joueur
Lluís Cortés joue à l'UE Lleida depuis ses 3 ans ; il évolue en deuxième division espagnole, de 2004 à 2005. Il joue ensuite dans différents clubs de divisions inférieures (Atlético Monzón, CF Balaguer, UE Tàrrega, CD Binéfar et FC Alcarrás) avant d'arrêter sa carrière en 2011.

### Entraîneur
Cortés est entraîneur d'équipes de jeunes de l'UE Lleida et entraîneur adjoint de l'équipe féminine du club entre 2002 et 2005. Il est ensuite entraîneur de l'équipe cadette du CF Balaguer de 2005 à 2006 et entraîneur des gardiens de l'UE Lleida de 2008 à 2009.
Il est sélectionneur des équipes féminines de Catalogne des moins de 12 ans de 2011 à 2012, des moins de 16 ans de 2012 à 2013 et des moins de 18 ans de 2013 à 2017, ainsi que sélectionneur adjoint de la sélection féminine senior de 2013 à 2018. Il est également sélectionneur de l'équipe masculine de Catalogne des moins de 16 ans.
Il rejoint le FC Barcelone en tant qu'analyste à l'été 2017 et est entraîneur adjoint de l'équipe féminine de 2018 à 2019.
En janvier 2019, il remplace Fran Sánchez au poste d'entraîneur principal de l'équipe féminine du FC Barcelone. Après une finale de Ligue des champions féminine de l'UEFA en  2019 perdue contre l'Olympique lyonnais (féminines), il remporte en 2020 la Primera División espagnole et la Supercoupe d'Espagne. En raison de ces performances, il reçoit le prix de meilleur entraîneur de l'année aux Prix Marca.
En 2021, le FC Barcelone remporte la finale de la Coupe d'Espagne 2020, qui avait été reportée en raison de la pandémie de Covid-19.
Son équipe remporte une nouvelle fois le Championnat et obtient pour la première fois de son histoire la Ligue des champions, avec une finale gagnée sur le score de 4 à 0 contre Chelsea.

## Palmarès
FC Barcelone (féminines)
| - Ligue des champions féminine (1) : - Vainqueur : 2020-2021. - Finaliste : 2018-19. - Championnat d'Espagne féminin (2) : - Champion : 2019-20 et 2020-21. - Finaliste : 2018-19. - Coupe d'Espagne féminine (1) : - Vainqueur : 2019-20. |  | - Supercoupe d'Espagne féminine (1) : - Vainqueur : 2020. - Coupe de Catalogne féminine (2) : - Vainqueur : 2018-19 et 2019-20. |

### Palmarès individuel
- Meilleur entraîneur UEFA de la saison 2020-2021